# Pouso Alto

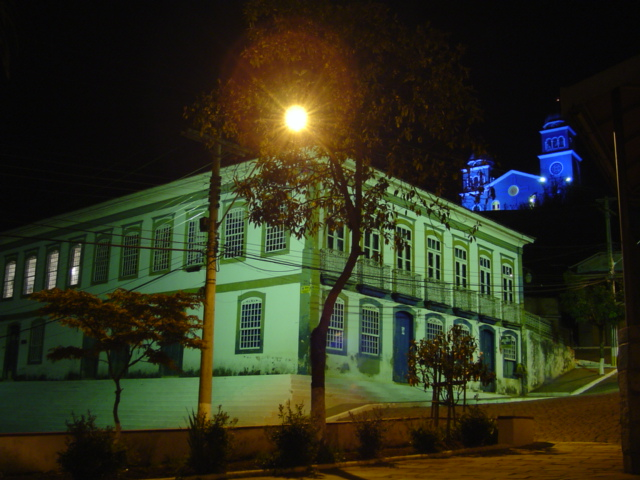
Praça do Fórum, à noite

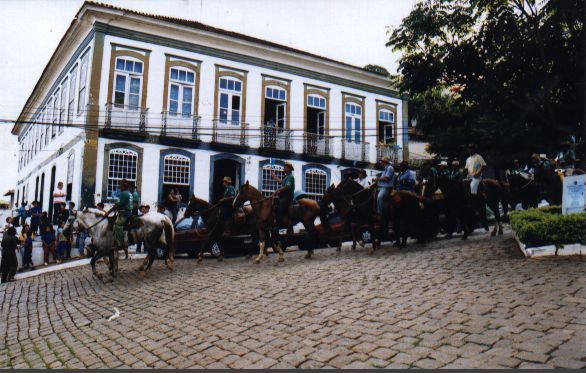
Expedição na Estrada Real

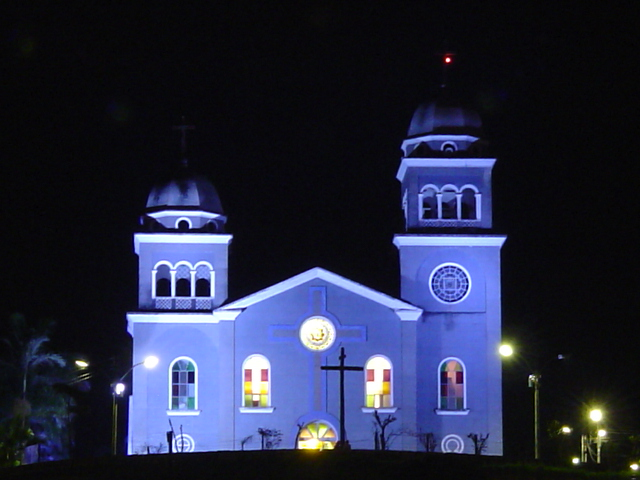
Igreja Matriz, à noite

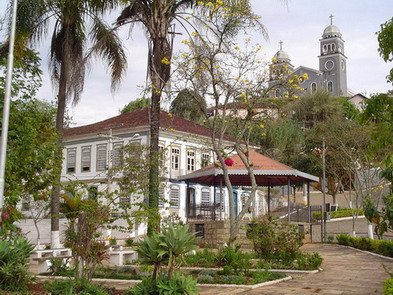
Praça do Fórum

Pouso Alto é um município do estado brasileiro de Minas Gerais, localizado na Região Geográfica Imediata de São Lourenço. Sua população em 2022 foi recenseada pelo Instituto Brasileiro de Geografia e Estatística em 6 755 habitantes. Tem área de 263,034 quilômetros quadrados.

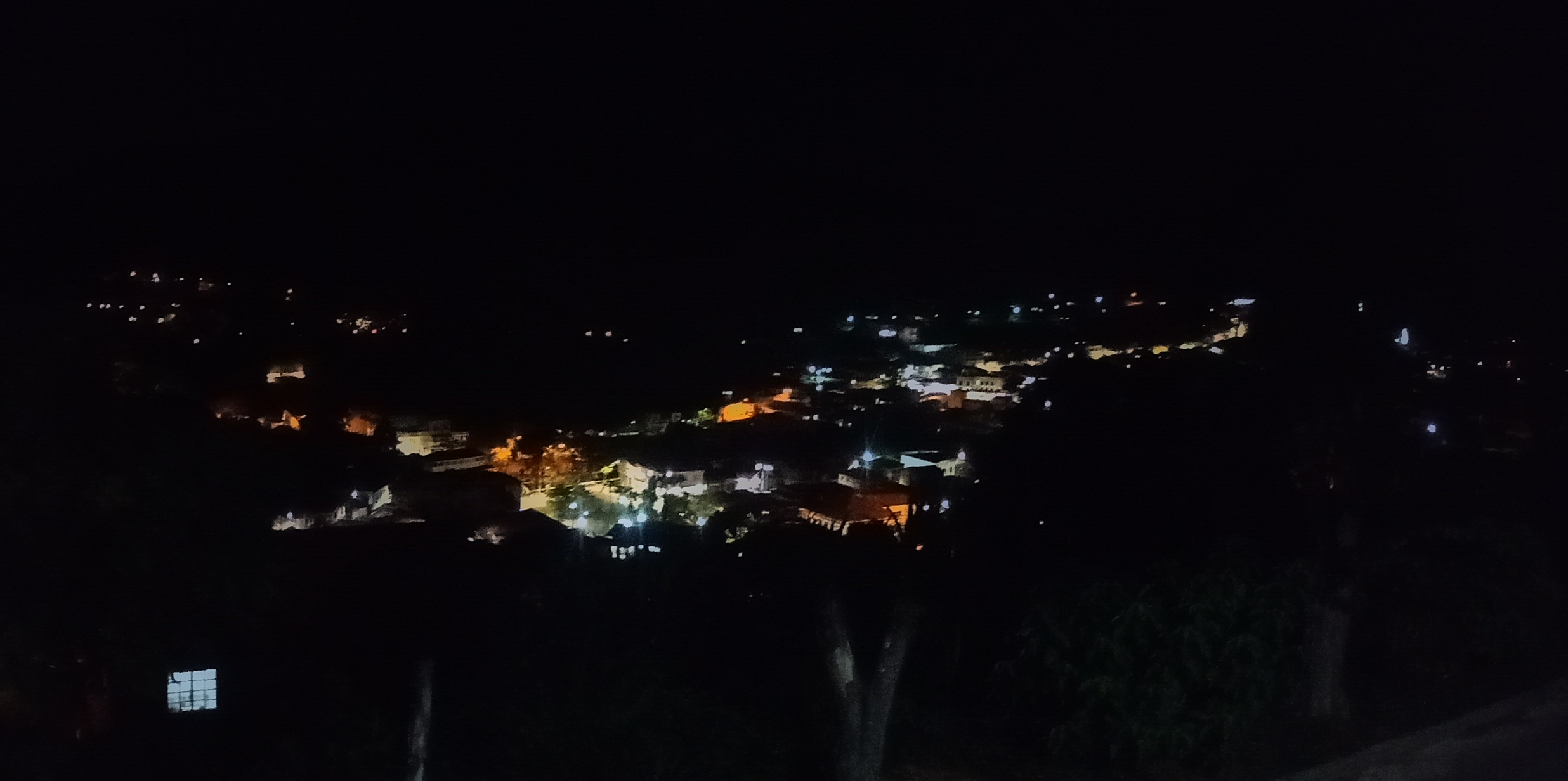
Vista noturna de Pouso Alto, diretamente do bairro Boa Esperança

## História
No século XVI, toda a região do sul do atual estado brasileiro de Minas Gerais era território disputado entre vários povos indígenas brasileiros: a oeste, situavam-se os caingangues; ao sudoeste, situavam-se os tupiniquins; a sudeste, situavam-se os tupinambás e, a leste, situavam-se os puris.[carece de fontes?]

## Geografia
O município é constituído pelos distritos da sede e de Santana do Capivari.
O município encontra-se no entorno da Serra da Mantiqueira, cadeia montanhosa situada nos estados de Minas Gerais, São Paulo e Rio de Janeiro.
Pouso Alto, em sua área rural, se situa às margens da Linha Cruzeiro-Juréia da antiga Rede Mineira de Viação, conhecida também pela sua antiga denominação, Estrada de Ferro Minas e Rio. Embora esteja concedido ao transporte de cargas, o trecho local da ferrovia se encontra desativado e abandonado, porém podendo ser reaproveitado futuramente.

## Turismo
Estando nos limites do Circuito das Águas, Pouso Alto integra o circuito turístico das Terras Altas da Mantiqueira, que inclui também os municípios de Alagoa, Itamonte, Itanhandu, Aiuruoca, Virgínia, São Sebastião do Rio Verde e Passa Quatro.

### Pico do Rachado

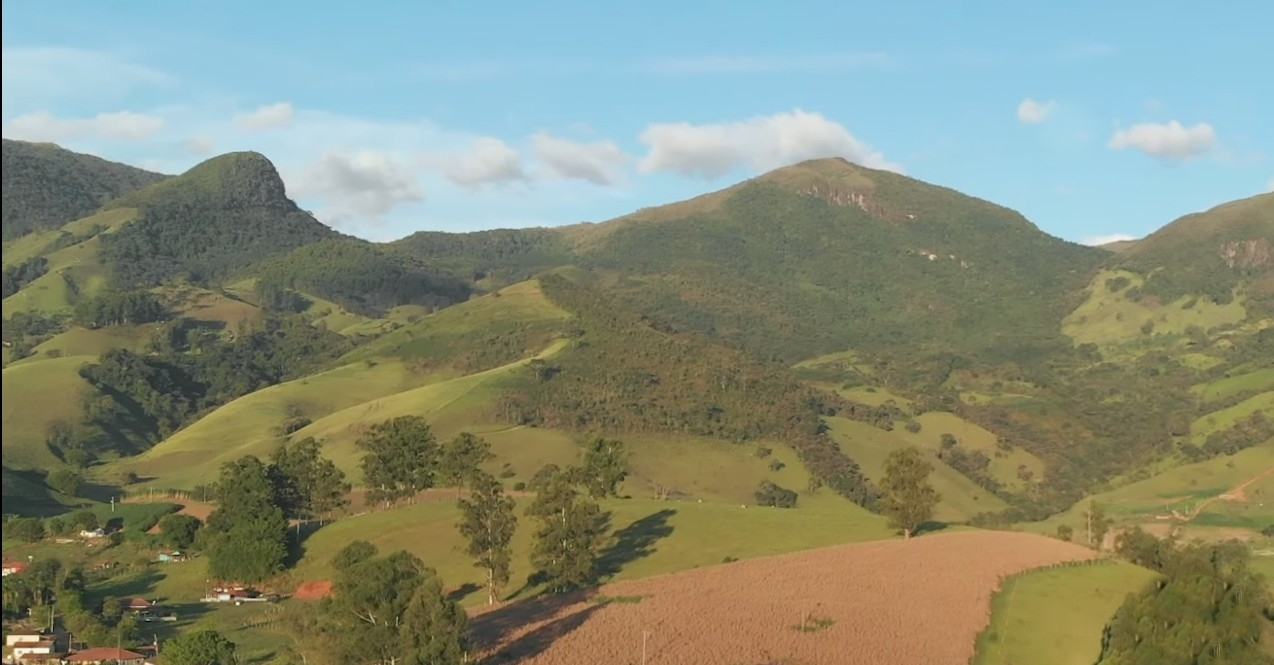
Pico do Rachado, Serra da Mantiqueira.

No município é possível visitar o Pico do Rachado, montanha situada dentro do Parque Estadual da Serra do Papagaio e da Área de Proteção Ambiental da Serra da Mantiqueira. Seu cume está a 2034 metros de altitude,[carece de fontes?] sendo um excelente local para a prática de montanhismo.